# 上石原
上石原（かみいしわら）は、東京都調布市の町名。郵便番号は182-0035。
同じ調布市内の下石原とともに「石原」の読みは「いしはら」ではなく「いしわら」である。

## 地理
調布市の西部に位置する。
東側から時計回りに、調布市下石原、調布市多摩川、府中市押立町、調布市飛田給、調布市西町、調布市富士見町、に隣接する。

### 地価
住宅地の地価は2025年1月1日の公示地価によると、上石原一丁目13番地1の地点で40万1000円/m2となっている。

### 河川
- 多摩川 ｰｰｰ 街区南側境界を流れる。

## 歴史
「石原」の地名は、かつてここが多摩川の河原で、石が多く転がっていたことに由来する。江戸時代には甲州街道に布田五宿が置かれ、国領宿・上布田宿・下布田宿・上石原宿・下石原宿の5つの宿場が設置された。その宿場町であった上石原の名がそのまま町名となったものである。

## 世帯数と人口
2025年（令和7年）1月1日現在の世帯数と人口は以下の通りである。<ref>
| 丁目         | 世帯数    | 人口     |
| ------------ | --------- | -------- |
| 上石原一丁目 | 1,912世帯 | 3,042人  |
| 上石原二丁目 | 1,308世帯 | 2,254人  |
| 上石原三丁目 | 2,278世帯 | 5,139人  |
| 計           | 5,498世帯 | 10,435人 |

## 交通

### 鉄道
| 隣接する街区の駅         |
| ------------------------ |
| 京王線 - 西調布駅(KO 19) |

### バス
- 京王バス調布営業所および小田急バスの狛江営業所・武蔵境営業所が街区内の路線バスを運行している。

駅前交通広場整備後、京王バス調布営業所が運行する調33系統（調布駅北口 - 多磨駅）の全便が乗り入れる。かつては概ね1時間に1本程度乗り入れていたが、2025年4月1日に大幅減便が行われ、現在は朝に多磨駅行1本、夜に調布駅北口行1本のみの運行となっている。

その他、調布営業所の武91系統（調布駅北口 - 武蔵小金井駅南口）および小田急バス狛江営業所・武蔵境営業所の境91系統（狛江駅北口 - 調布駅北口 - 武蔵境営業所 - 武蔵境駅南口）が街区内に乗り入れている。なおこの両系統は西調布駅のロータリーには乗り入れず、駅の北側に位置する上石原バス停を経由する。

街区内の南側、品川通り沿いには調51系統（調布駅南口 - 車返団地折返場）が設定されているが、朝の2本のみの運行となっている。

### 道路
- 甲州街道
- 旧甲州街道
- 品川通り
- 中央自動車道

## 施設

### 上石原一丁目
- 西光寺
- 調布上石原郵便局
- 東京都水道局 上石原浄水所

### 上石原二丁目
- JAマインズ 西調布支店
- 調布市立第三小学校
- 調布市西部地域福祉センター
- 調布市民西調布体育館

### 上石原三丁目
- 調布市立第五中学校 - 上石原3丁目
- 調布上石原三郵便局 - 上石原3丁目
- 調布市立飛田給小学校 - 飛田給3丁目
- 青木病院
- 調布市西部公民館